# Сања Марковић
Сања Марковић (Београд, 1994) српска је глумица. Најпознатија је по улози Гордане Гоце Здравковић (супруге Томе Здравковића) у филму Тома.

## Биографија
Рођена је 1994. у Београду, а одрасла је у Крњешевцима. Глуму је дипломирала на Факултету драмских уметности у Београду, у класи професора Срђана Ј. Карановића.
Прву улогу је добила током треће године студија у представи Хотел Слободан промет, на сцени Југословенског драмског позоришта.

## Филмографија
| Год.       | Назив                         | Улога                   | Напомена           |
| ---------- | ----------------------------- | ----------------------- | ------------------ |
| 2010-е     |                               |                         |                    |
| 2018.      | Мрњавчевићи: Кад гусле утихну | Инес                    |                    |
| 2019.      | Ујка — нови хоризонти         | Лела                    | ТВ серија          |
| 2020-е     |                               |                         |                    |
| 2020.      | 12 речи                       | Јована                  | ТВ серија, 7 еп.   |
| 2021.      | Тома                          | Гордана Гоца Здравковић |                    |
| 2021.      | Време зла                     | Зора                    | ТВ серија, 6 еп.   |
| 2021—2022. | У загрљају Црне руке          | Драга Машин             | ТВ серија, 3 еп.   |
| 2022.      | Траг дивљачи                  | Бранка                  |                    |
| 2023.      | Траг дивљачи                  | Бранка                  | мини-серија, 1 еп. |
| 2023—2024. | Тома                          | Гордана Гоца Здравковић | ТВ серија, 5 еп.   |
| 2024.      | Златни рез 42                 |                         |                    |
| 2024.      | Дјеца Козаре                  |                         |                    |
| 2024.      | Изолација                     | асистент реализатора    |                    |

## Награде
- Награда Филмских сусрета за најбољу епизодну женску улогу: 2021. (за улогу Гордане Здравковић у филму Тома)[2]
- Награда Бранка и Млађа Веселиновић: 2022. (за улогу у представи Мој муж)[3]
- Награда Небојша Глоговац: 2022. (за улогу у представи Мој муж)[3]
- Стеријина награда за глумачко остварење: 2022. (за улогу Цмиље у представи Чудо у Шаргану)[4]
- Награда Љубинка Бобић: 2023. (за улогу Цмиље у представи Чудо у Шаргану)[5]